# Codifica di linea
Codifica di linea in telecomunicazioni è il processo in cui un messaggio/pacchetto dati viene adattato (modulato) secondo le caratteristiche della linea di comunicazione usata. La trasmissione dati passa attraverso tre tipi di codifica, a loro volta usati per inviare un messaggio o per decodificarlo e riceverlo. Di seguito vengono schematizzati e commentati i passaggi che compongono una codifica generalmente usata.
Nelle centrali numeriche e nei computer i dati transitano in codice NRZ dove all'1 logico corrisponde il livello alto e allo 0 logico il livello basso. Questa codifica è, però, incompatibile con doppini telefonici, cavi coassiali o fibre ottiche perché non consente la rigenerazione e, avendo una componente continua, non riesce a passare attraverso i traslatori differenziali delle centraline telefoniche.
La codifica procede allora con l'RZ, il cui spettro contiene la frequenza portante e ancora la componente continua. 
Nella codifica di linea uno dei codici più usati è l'AMI (Alternate Marking Inversion) a tre livelli in cui al bit 0 corrisponde sempre il livello 0 e al bit 1, invece, corrispondono alternativamente +1 e  -1, in modo che il valore medio del segnale sia sempre zero. Avendo poi necessità di rigenerare il clock anche in presenza di lunghe sequenze di 0, si usa spesso la Codifica HDB3.
Un altro vantaggio della codifica di linea AMI è l'abbassamento della frequenza di cifra Fc e dato che su doppino telefonico in rame l'attenuazione è circa proporzionale alla radice quadrata della frequenza con tale abbassamento della frequenza di cifra si riesce ad abbassare l'attenuazione consentendo dunque una maggiore velocità di trasmissione o una maggiore lunghezza di collegamento a parità di bit-rate. 

## Codifica Manchester o Bifase

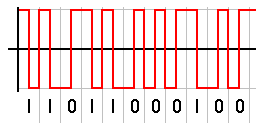

Questa codifica è particolarmente apprezzata e utilizzata in presenza di una rete LAN. La bifase, in presenza della cifra 0, emette un segnale bipolare caratterizzato da una transizione dal livello basso a quello alto al centro del bit; in presenza, invece, della cifra 1 la transizione è dall'alto al basso.

## Codifica Manchester differenziale

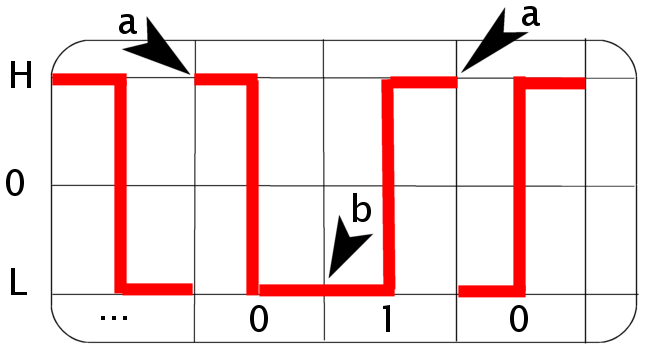

Questa codifica è derivata della precedente. Questa variante, in presenza dello 0, emette un segnale bipolare caratterizzato da una transizione, al centro del bit, con la stessa fase del simbolo precedente. Per l'1, invece, il segnale emesso sarà opposto al precedente.

## Codifica HDB3
La sigla sta per High Density Bipolar code su 3 livelli. Si tratta di una codifica RZ che prevede di trasmettere un livello 0 per ogni zero logico e per ogni 1 logico trasmettere +1 o -1 alternativamente.
Per consentire la decodifica del clock di trasmissione da parte del ricevitore, in trasmissione si applicano correzioni nel caso si intendano trasmettere più di tre zeri logici consecutivi: in tali casi si aggiunge una "violazione bipolare" (ad esempio due impulsi della stessa fase non intervallati da variazione) che consenta al ricevitore una sostituzione adeguata.